# Шуанпай
Шуанпа́й (кит. упр. 双牌, пиньинь Shuāngpái) — уезд городского округа Юнчжоу провинции Хунань (КНР).

## История
Изначально эта местность называлась «Шуанпо» (泷泊); название «Шуанпай» появилось в результате искажённого произнесения диалектного названия.
25 января 1965 года в Специальном районе Линлин (零陵专区) было создано бюро Сяошуйского лесного района (潇水林区管理局), названное в честь находящегося здесь истока реки Сяошуй. В территорию, подчинённую бюро, вошли части уездов Линлин, Нинъюань и Даосянь.
16 декабря 1969 года Сяошуйский лесной район был преобразован в уезд Шуанпай округа Линлин (零陵地区).
Постановлением Госсовета КНР от 21 ноября 1995 года округ Линлин был преобразован в городской округ Юнчжоу.

## Административное деление
Уезд делится на 6 посёлков, 4 волости и 1 национальную волость.